# Tsiolkovski (ville)
Pour les articles homonymes, voir Tsiolkovski.
Tsiolkovski (en russe : Циолковский) est une ville de l'oblast de l'Amour, située dans le sud-est de la Sibérie en Russie. Sa population s'élevait à 6 785 habitants en 2019.

## Géographie
La ville est située à  200 km au nord de la principale agglomération régionale Blagovechtchensk (225 000 habitants) elle-même située à la frontière avec la Chine. Tsiolkovski fait partie de la longue chaine d'agglomérations construites le long du transsibérien. Elle est également traversée par la principale artère routière desservant la Sibérie orientale, la R297. La région est pratiquement désertique avec une densité de 2 habitants/km2 dans l'oblast de l'Amour et une population concentrée dans les villes. 
Le climat est continental avec des températures moyennes de −25 °C durant les trois mois de l'hiver et de 20 °C durant les trois mois d'été.

## Histoire
La ville est créée en 1961, avec le statut de ville close (ville secrète), sous l'appellation Svobodny-18 (en référence à la ville de Svobodny située à une cinquantaine de kilomètres) au sud, pour héberger les familles des militaires de l'Armée soviétique employés sur la base de missiles balistiques intercontinentaux construite à proximité. Le site militaire qui abrite 100 silos est inauguré en 1968 puis est abandonné fin 1993 en application du Traité de réduction des armes stratégiques START-2.  Malgré cette fermeture de la base militaire à l'origine de son existence, la ville maintient une population de plus de 5 000 habitants. En 1994 la ville est rebaptisée Ouglegorsk, c'est-à-dire « montagne de charbon » (comme Ouglegorsk de l'oblast de Sakhaline), tentant de maintenir la fiction que son implantation initiale est liée à des activités d'extraction minière. 
L'ancienne base militaire est sélectionnée en 1996 pour la construction d'un cosmodrome qui pourrait reprendre une partie des activités spatiales du site de Baïkonour situé en territoire kazakh depuis l'éclatement de l'Union soviétique. Mais les moyens financiers manquent et l'activité du  cosmodrome de Svobodny se limite au lancement de 5 fusées légères Start-1 entre 1997 et 2006. Mais fin 2007, le projet de cosmodrome est réactivé. Le cosmodrome Vostotchny dont les travaux démarrent au début des années 2010 inaugure début 2016 un nouveau complexe de lancement dédié aux fusées Soyouz. La réalisation d'un deuxième pas de tir permettant le lancement des fusées lourdes Angara est repoussé à 2021 pour des raisons budgétaires. La ville est rebaptisée en 2014 Tsiolkovski en l'honneur du pionnier russe de l'astronautique Constantin Tsiolkovski. Tsiolkovski acquiert le statut de ville la même année. Pour héberger les employés de la nouvelle base, les plans initiaux très ambitieux prévoient d'ajouter quatre nouveaux quartiers pouvant abriter 250 000 habitants dans des immeubles et maisons bénéficiant d'une architecture de qualité se démarquant des standards russes. Mais ces objectifs sont revus à la baisse pour la première phase : début 2016, seuls 300 appartements sont livrés et 1 200 autres doivent l'être fin 2016 permettant l'accueil d'environ 5 000 personnes.

## Population
Recensements (*) ou estimations de la population
| 2002  | 2009  | 2010  | 2012  | 2013  | 2014  |
| ----- | ----- | ----- | ----- | ----- | ----- |
| 2 050 | 5 323 | 5 892 | 5 970 | 5 920 | 6 102 |

| 2015  | 2016  | 2017  | 2018  | 2019  | 2020 |
| ----- | ----- | ----- | ----- | ----- | ---- |
| 6 208 | 6 328 | 6 526 | 6 535 | 6 785 | -    |